# Gernrode
Gernrode este un cartier al orașului Quedlinburg din landul Saxonia-Anhalt, Germania. Până în 2010 a fost oraș.

## Monumente
- Biserica Sfântul Chiriac din Gernrode, monument de arhitectură romanică